# LGBTとヘルスケア
LGBTとヘルスケアでは、レズビアン、ゲイ、バイセクシャルおよびトランスジェンダーの人々の健康問題や医療サービスの利用機会に関する問題を扱う。アメリカ合衆国の「Gay and Lesbian Medical Association」（GLMA、ゲイおよびレズビアン医師会）によると、LGBTの人々に関連する問題として、HIV/AIDSと並んで乳癌、子宮頸癌、肝炎、メンタルヘルス、薬物乱用、喫煙、うつ、トランスジェンダーの医療アクセスなどの課題があるとされる。この分野における研究の進歩に伴い、LGBTの人々の性的指向や性自認、またその表明に関連して健康問題や障害が存在することが浮かび上がってきた。

## 研究
イギリスの研究では、疫学の研究においてはデータ集計の要素にセクシャリティを含まないため、LGBTの人々の主要な健康問題については一般的な結論を出せるのに関連性を裏付けるのに充分な証拠は非常に限られるとされる。調査報告ではLGBTの人々と一般市民の間で主要な健康問題に関連した特筆性の高い違いは見られなかったとしている。しかしながら、LGBTの人々は癌や長期的な健康といった広く主要な問題についての情報がなく、乏しい健康環境に置かれている傾向が判明した。一方でうつ病や希死念慮においてLGBTの人々が一般市民より2-3倍高いという指摘がある。
アルコールの消費量や肥満傾向、家庭内暴力については一般市民と似たレベルである一方で、摂食障害や自傷行為、運動不足や喫煙、薬物使用は高い傾向がみられた。多嚢胞性卵巣や不妊は、異性愛女性に比べてレズビアンの女性でより多く見られる。
調査ではLGBの患者と医療従事者の間の壁について指摘し、その理由についてホモフォビア、異性愛者の前提、知識不足、誤解や過剰な注意を上げている。制度的障壁を同様に指摘し、異性愛の想定、不適切な紹介、患者の機密保持の欠如、ケアの不連続、LGBTの固有のヘルスケアの欠如は、性心理関連分野の訓練の不足などが上げられている。
統計では、LGBTの人々など若い年齢でいじめや暴力、差別を受けた場合に、成年後のうつ病や自殺、その他の精神上の問題に大きな関連性があるという結果を示している。 社会調査はLGBTのヘルスケアのアクセスについても差別的な事例が存在することを示している。

## ゲイに関連する問題

### 性感染症
今日AIDSとして知られる症状は、症例報告の初期にGay-related immune deficiency（GRID、ゲイに関連する免疫不全）という名称が付けられていた。公衆衛生の科学者がカリフォルニアやニューヨークに住むゲイ男性におけるカポジ肉腫やニューモシスチス肺炎の集団を発見し、前述の名称が1982年に付けられた。

#### HIV感染者数の調査
西側諸国や日本、インドおよび台湾やその他先進国では一般人口と比較してMSMがHIVに感染する傾向は高く、アメリカ合衆国では一般人口の60倍との結果が出た。アメリカ国内で現在HIV/AIDSに感染している青年および成人男性の約62%が男性との性的接触によって感染したことが判明している。人口当たりの感染者数が極めて高い割合に上るとされているワシントンD.C.における検査結果では、同性愛者間の性的接触と異性愛者間の性的接触との感染経路の割合はおよそ4:3となっている。同レポートでは「同性間での接触が主要な感染経路に変わりは無い」としているが、また日本ほど大幅な差はないことを示している。またタイにおいては現状の感染経路の8割は異性間交渉によるものとされる。
2008年における日本でのHIVの新規感染者は男性が94％で、感染経路は同性間の性的接触が7割を占めている。しかしながら異性愛者のエイズ患者数は同性愛者の患者数と比較して大きな差がない。

#### 予防啓発
アメリカ疾病予防管理センターはMSMに対して梅毒、淋病、HIVおよび性器クラミジア感染症のスクリーニング細胞診の年1回受診を推奨している。

#### 献血の是非
上記の問題と付随して、献血において同性愛者（とくに男性同性愛者）の献血を何らかの形で禁止している国が多く存在する。日本においても同性愛者である場合献血を拒否する設問が設けられている場合が多いが、一方でこれを同性愛者差別であると見る向きや、不特定多数もしくは感染リスクの高い性交渉の有無ではなく「同性間の性交渉の有無」のみを対象にしていること 、つまり異性間接触でもHIVリスクはあり、またその性交渉の仕方についても感染リスクが大きく左右されるにもかかわらず、同性間で性交渉をおこなっただけでそれらを一切加味せずに拒否されていることなどを問題視する向きもある。海外においては日本と同様に拒否する通達や法制度を行っている国も多いが、一方でこれらの国でも日本と同じように同性愛者団体等が反発している。またイタリアでは同性愛者の献血は承認されており、タイでは同性愛者、異性愛者関係なしに、ハイリスクの献血者をはじくような設問に変更されている。

### 肛門腫瘍
肛門疣贅や陰部疣贅を引き起こすヒトパピローマウイルスはゲイ男性の肛門癌の増加に影響を与え、現在ではがんの早期発見のために肛門パップテストの継続したスクリーニング細胞診を推奨する専門家もいる。

### うつおよび不安
Cochranら (2003)および Millsら (2004)、またその他の調査では、ゲイ男性は一般人口と比較して うつや不安の高い傾向が見られた。「Gay and Lesbian Medical Association」（GLMA）によると、「この問題はクローゼットに留まる男性や適切な社会サポートを受けられない男性により厳しい状態に置かれることが多い。青年期やヤングアダルトはとりわけ うつや不安に関連した自殺のリスクが高い傾向がある。ゲイ男性に特化した文化的に敏感なメンタルヘルスのサービスが早期予防や状況の改善においてより効果的である場合が多い」と指摘している。 サンフランシスコのカリフォルニア大学の研究員はゲイおよびバイセクシャル男性におけるこの問題の大きなリスク要因に反ゲイの暴力や脅迫の経験、ゲイとしての自認が失われている状態、またはゲイ・コミュニティからの疎外感、が存在することを突き止めている。

### ダイエットおよびフィットネス
ゲイ男性は異性愛の男性と比較して、肥満が他のゲイ男性に好まれる面がある一方で過食症や拒食症のような摂食障害に苛まれる傾向が高い。

### 肝炎
男性間性交渉者（MSM）は性感染症としての肝炎のリスク増加を抱えており、A型肝炎とB型肝炎はワクチンの接種による予防が必要とされる。ワクチンの研究開発中であるC型肝炎は現在のところセーファーセックスが性感染症における唯一の予防手段となる。

### 薬物等の乱用
研究では、ゲイ男性は医療外の薬物使用（recreational drug）や危険ドラッグ、大麻、アルコール、タバコ使用の傾向が一般人口と比較して高いとされる。ゲイ男性の薬物乱用を研究するコロンビア大学の David McDowell 博士はこの現象についてアメリカではクラブ・ドラッグがゲイバーやサーキットパーティ（en）で広まっている点を指摘している。研究ではゲイおよびバイセクシャル男性の喫煙傾向について、一般人口と比較して50%高いという結果が出た。

## レズビアンに関連する問題

### 乳がん
Katherine A. O'Hanlan によると、レズビアンは「世界中のどのサブセット女性でも、乳がんの危険因子を多く含んでいた。」と述べている。加えてレズビアンにおけるマンモグラフィーの継続的な検診や胸部自己診断法（Breast self-examination）、医療機関での胸部検査などの低さが指摘されている。

### うつおよび不安
ゲイ男性と同じく、レズビアンも一般人口と比較して うつや不安の高い傾向が見られ、その原因にも共通点が多いとされる。

### ドメスティックバイオレンス
ドメスティックバイオレンスはレズビアン家庭の11%で発生している。これは異性愛女性の20%と比べて半分であるが、レズビアンに対してのシェルターやカウンセリングといった支援はより少ないとされる。

### 肥満の傾向
調査ではレズビアンは異性愛女性よりもボディマス指数の数値が高いとの結果がある。

### 薬物等の乱用
ゲイ男性と同様に、レズビアンは医療外の薬物使用やアルコール、タバコの使用の傾向が高いとされ、喫煙習慣に関する一般人口と比較した調査ではレズビアンおよびバイセクシャル女性は200%高いという結果がある。

## バイセクシャルの人々に関連する問題
近年になりようやくグループとしてのバイセクシャルに焦点が集まり始めたことと、レズビアン、ゲイ、トランスジェンダーと比べて活動家の組織化が充分でないため、各種調査においてバイセクシャルの人々の健康問題に特化したものは欠落する傾向がある。バイセクシャルの健康問題については、個別の扱いとしてよりもゲイまたはレズビアンのそれに含められている場合がある。

## トランスジェンダーの人々に関連する問題

### 保健医療へのアクセス
トランスジェンダーの個人は医療ケアに消極的な傾向や、トランスフォビア/ホモフォビアの恐れや提供元にトランスジェンダーの健康に関する知識がないために利用を拒否されることがある。加えて一部の国においてヘルスケアの権限ではトランスジェンダーの問題、特に「sex reassignment therapy」（SRT、ジェンダーに基づく性別適合治療）は医療保険の適合外となる場合がある。しかしながら、ジョグジャカルタ原則の第17原則は、「国家は、(g) 性別適合に関連した身体変更を受けられることを容易にし、それが法的に正当であり差別的でない治療とし、看護や支援も容易に得られるようにする。」と定めている。

### がん
ホルモンに関連するがんとして乳癌と肝臓癌がある。加えてトランスマン（女性から男性への性転換者、FTM）で子宮や卵巣、乳房を残している場合は、それ以外の女性と同様に各器官のがんが発生する可能性がある。トランスウーマンには前立腺癌の可能性がある。

### うつおよび不安
Rebecca A. Allison によると、トランスの人々はうつや不安に「特になりやすい」と述べ、「加えて家族や友人の喪失に加えて、職場のストレス、失業のリスクが存在している。生まれた時のジェンダーに留まっているトランスの人々は、うつや不安の傾向が高い。自殺のリスクは転換前・後ともに存在する。トランスジェンダー・セラピー関連で最も重要な面はうつおよび（または）不安の管理である。」と指摘している。

### ホルモン
トランスジェンダー個人は高い頻度で女性化または男性化のためにホルモンを使用している。血栓や高血圧、低血圧、血糖値の上昇、水分保持、脱水症状、電解質平衡異常、肝臓障害、心発作や脳梗塞のリスク増加の影響が指摘されている。

### シリコーン注入
一部の人々は自身が望む体型を形成するためにシリコーンを体に注入している。これらのシリコーンは体内で経年によって移動し外観を損なう場合がある。非医療グレードのシリコーンは汚染物質が混入されている可能性についての指摘がある。また共有針による注入の危険性も指摘されている。

### 性感染症
セックスワーカーに従事しているトランスの人々には、HIVを含むSTI感染のリスク増加の懸念がある。

### 薬物等の乱用
ゲイやバイセクシャルの人々と同様に、トランスの人々は一般人口と比べて薬物等の乱用の傾向が高い。例として喫煙習慣に関する一般人口と比較した調査では、FTMで50%、MTFで200%の増加という結果がある。

## インターセックスの人々に関連する問題
インターセックスの人々には様々な状態があり、彼らの状態によって関連する健康問題も異なる。

## ヘルスケアサービス提供元との連携課題
アメリカの医療組織「Gay and Lesbian Medical Association」（GLMA、ゲイおよびレズビアン医師会）はヘルスケア提供元の課題として、ケアの回避や遅れ、不適切な提供や質の劣るケアの提供、ホモフォビア やトランスフォビアの存在、差別などを挙げている。これについてはヘルス・ケアの提供者の個人的な否定感情や思い込み、過去のLGBTの人々の経験情報に基づいた否定的な経験からの予測に基づくケースがこの課題の一つであるとの指摘がある。
この点においては医療的ケアや医学研究におけるヘテロセクシズム（en、異性愛至上）が理由となるという指摘がされている。レズビアンに関する点については、ホモフォビアの姿勢やヘテロセクシズム（異性愛的判断）に基づく判断のほかに、サービスの提供元/受給者の関係において男性の健康問題が優先となっている点の指摘もある。